# Торьбёрн Вифилссон
Торьбёрн Вифилссон (то есть Торьбёрн, сын Вифилла, исл. Þorbjörn Vífillsson) — вождь йомсвикингов и исследователь. Преемник Палнатоки, сын Вифилла Кетилссона. Женился на Халльвейг Эйнарсдоттир. Отец Гудрид Торбьярнардоттир, тесть Торстейна Эйрикссона и дед Торфинна и Ильвы. В основном появляется в саге об Эрике Рыжем как союзник в споре с Форгестуром Стейнссоном.
Эмигрировал в Гренландию, где основал ферму в Херйолфснессе, а затем отплыл в Эйрикс-фьорд и поселился в Стокканесе. Его корабль использовал Торстейн Эйрикссон для экспедиции в Винланд, а позже и Торфинн Карлсефни.